# Carlos Borges (futbolista nacido en 2004)
Carlos Roberto Forbs Borges (Sintra, 19 de marzo de 2004) es un futbolista portugués que juega de delantero en el Club Brujas de la Primera División de Bélgica.

## Trayectoria
Nacido en Sintra, Región de Lisboa, Carlos Borges empezó a jugar al fútbol allí, antes de disfrutar de una breve temporada en el Sporting de Lisboa de la capital, desde donde se incorporó a la Academia del Manchester City.
Allí progresó por todas las categorías inferiores, convirtiéndose en un habitual proveedor de goles y asistencias con la sub-18 y sub-23, con la que el City ganó los dos torneos nacionales entre 2020 y 2022. Fue nombrado mejor jugador sub-18 de la temporada del Manchester City F. C. en mayo de 2021.
A finales de 2021, debutó en la Liga Juvenil de la UEFA, marcando el único gol de la victoria a domicilio por 0-1 contra el R. B. Leipzig.
Fue noticia en septiembre de 2022, al marcar un triplete y dar una asistencia durante el partido inaugural del Man City en la Liga Juvenil de la UEFA, una victoria a domicilio por 5-1 ante el Sevilla F. C. También resultó decisivo un mes después, con un gol y una asistencia en la victoria a domicilio por 3-1 ante el F. C. Copenhague.

## Selección nacional
Nacido en Portugal, es de ascendencia bissau-guineana. Es internacional juvenil con Portugal. En 2022 se convirtió en titular con la selección portuguesa sub-19.

## Estadísticas

### Clubes
Actualizado al último partido disputado el 26 de octubre de 2024.
| Club                                     | Div.          | Temporada     | Liga  | Liga  | Liga   | Copas nacionales | Copas nacionales | Copas nacionales | Copas internacionales | Copas internacionales | Copas internacionales | Total | Total | Total  |
| Club                                     | Div.          | Temporada     | Part. | Goles | Asist. | Part.            | Goles            | Asist.           | Part.                 | Goles                 | Asist.                | Part. | Goles | Asist. |
| ---------------------------------------- | ------------- | ------------- | ----- | ----- | ------ | ---------------- | ---------------- | ---------------- | --------------------- | --------------------- | --------------------- | ----- | ----- | ------ |
| Ajax de Ámsterdam · Países Bajos         | 1.ª           | 2023-24       | 21    | 2     | 3      | 1                | 0                | 0                | 10                    | 1                     | 1                     | 32    | 3     | 4      |
| Jong Ajax · Países Bajos                 | 2.ª           | 2023-24       | 2     | 1     | 0      | —                | —                | —                | —                     | —                     | —                     | 2     | 1     | 0      |
| Jong Ajax · Países Bajos                 | Total club    | Total club    | 2     | 1     | 0      | 0                | 0                | 0                | 0                     | 0                     | 0                     | 2     | 1     | 0      |
| Ajax de Ámsterdam · Países Bajos         | 1.ª           | 2024-25       | 1     | 0     | 0      | 0                | 0                | 0                | 5                     | 0                     | 0                     | 6     | 0     | 0      |
| Ajax de Ámsterdam · Países Bajos         | Total club    | Total club    | 22    | 2     | 3      | 1                | 0                | 0                | 15                    | 1                     | 1                     | 38    | 3     | 4      |
| Wolverhampton Wanderers F. C. Inglaterra | 1.ª           | 2024-25       | 5     | 0     | 0      | 1                | 0                | 0                | —                     | —                     | —                     | 6     | 0     | 0      |
| Wolverhampton Wanderers F. C. Inglaterra | Total club    | Total club    | 5     | 0     | 0      | 1                | 0                | 0                | 0                     | 0                     | 0                     | 6     | 0     | 0      |
| Total carrera                            | Total carrera | Total carrera | 29    | 3     | 3      | 2                | 0                | 0                | 15                    | 1                     | 1                     | 46    | 4     | 4      |